# دنیس شپرد
دنیس شپرد (انگلیسی: Dennis Shepherd؛ ۱۱ اکتبر ۱۹۲۶ – ۱۲ ژوئن ۲۰۰۶ (aged 79)) ورزشکار بوکس اهل آفریقای جنوبی بود.
وی در مسابقات کشوری و بین‌المللی در مجموع برندهٔ ۱ مدال نقره شده‌است.